# 2011-es tóhokui földrengés és cunami
A Richter-skála szerinti 9,0-s erősségű 2011-es tóhokui földrengés és cunami Tóhoku régió csendes-óceáni partjainál történt földrengés Japán keleti partvidékén, a Tóhoku régióbeli Szendai várostól nem messze következett be 2011. március 11-én, helyi idő szerint 14 óra 46, közép-európai idő szerint 6 óra 46 perckor. A japán meteorológiai intézet szerint ez volt a Japánban valaha bekövetkezett legnagyobb földrengés. A rengést cunami követte, 10 méteres hullámokkal. 
A katasztrófa több ezer áldozatot követelt, de attól tartottak, a halottak valós száma ennél jóval magasabbnak bizonyulhat. Mijagi prefektúrában körülbelül 10 ezer embert nem találtak. Az anyagi kár is igen hatalmas volt, utak és vasutak mentek tönkre, több helyen tűz ütött ki és gátak is átszakadtak. Észak-Japánban mintegy 4,4 millió háztartás maradt áram, és 1,4 millió víz nélkül. Több generátor leállt, és legalább két atomerőmű komolyabban károsodott, közülük a fukusimai le is olvadt, amely a környező vidékek kitelepítéséhez vezetett.
A rengés által keltett cunami miatt riadót rendeltek el, illetve az érintett lakosság evakuálására került sor Japánban, és másik 20 országban, többek között Észak- és Dél-Amerika nyugati partvidékén is. A Japánt elérő hullámok tíz méter magasak voltak, és kisebb hullámok több másik országot is elértek. A cunami még Chilében is komoly károkat okozott. A víz Japánban néhol tíz kilométeres mélységben hatolt be a szárazföldre.
Az amerikai United States Geological Survey (USGS) adatai szerint erősségét tekintve ez volt az eddigi legnagyobb földrengés Japán területén és a negyedik legnagyobb földrengés a világon, mióta méréseket végeznek. A földrengés során 2,09·1018 J rugalmas energia szabadult fel, ami közel 20%-a az egy éven belül az egész földön kipattant összes földrengésének. A földrengést Magyarországon csak a műszerek érzékelték.

## Epicentrum, hipocentrum és utórengések
A rengés epicentruma a japán partoktól 125 kilométerre, a hipocentruma 24 kilométeres mélységben volt. A 9,0-s erősségű földrengés után folyamatosan utórengések következtek be, előfordult köztük 5,8-es és 7,4-es erősségű is.
Az utórengés-aktivitásra jellemző, hogy a főrengést követő másfél nap során kilenc M>=7 méretű eseményt figyeltek meg, a M>=6 méretűek még május közepén sem voltak ritkák (sőt július végén is sor került egy 6,5-es erősségű rengésre Fukusima környékén). Az utórengések összesített energiája (nagyságrendileg 1015–1016 J) így is elhanyagolható volt a főrengés során felszabadult 2,09·1018 J energiához képest.
A 2011-es földrengés utórengései még 10 évvel az esemény után is érezhetők, 2021. február 13-án például 7-es erősségű utórengés rázta meg Szendai partvonalát, 185 ember megsérült, egy meghalt.

## Esetleges geofizikai következmények
Olasz tudósok előzetes becslése szerint a Föld forgástengelyét 10 centiméterrel mozdította el a földrengés. Ugyanakkor egyes tanulmányok megkérdőjelezik egy ilyen mértékű tengelyelmozdulás lehetőségét.
Richard Gross, a NASA (Jet Propulsion Labs) geofizikusa szerint pedig a Föld tömegközépponti tengelye („figure axis”, ami nem egyezik meg az észak–déli forgástengellyel) változott meg 17 centiméterrel, aminek eredményeképp minden nap átlagosan 1,8 mikroszekundummal rövidebbé vált. (Gyakorlatilag minden földtömegváltozás befolyásolja a Föld mozgását, de ezek jelentős része a gyakorlatban lemérhetetlen.)

## Cunami

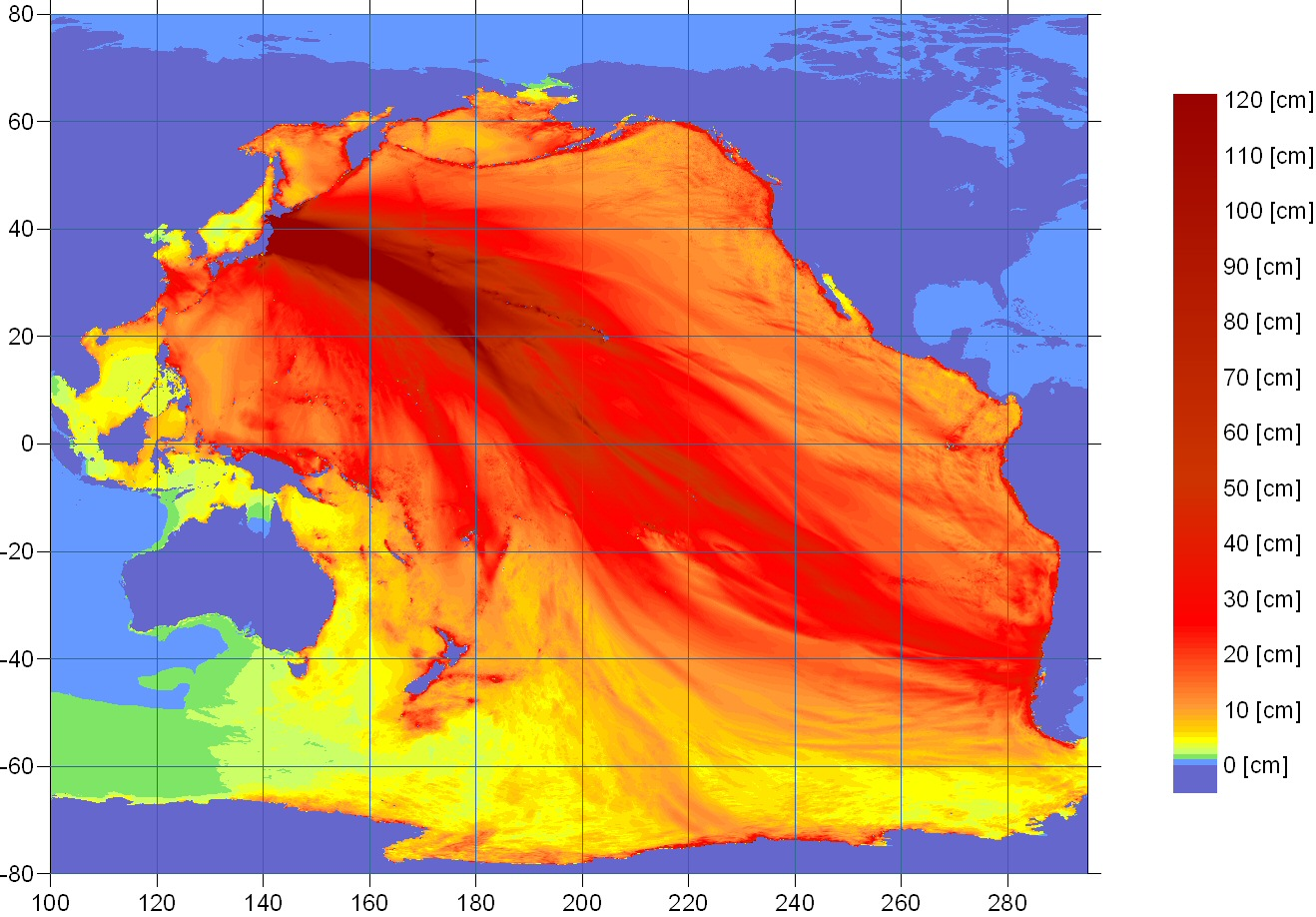
A rengést követő cunami energiájának előrejelzése

A rengés után cunami keletkezett, melynek első hullámait 6 méteresre becsülték, majd ezt az értéket módosították 10 méteresre. Későbbi mérések szerint a cunami magassága egyes helyeken a 38 métert is megközelítette. A Pacific Tsunami Warning Center (Csendes-óceáni cunamifigyelő központ) március 11-ére több riasztást is elrendelt, közöttük Japán területére, főként Honsú szigetének északkeleti partjára, de figyelmeztette a Csendes-óceán térségében található összes országot, cunamiriadót rendeltek el Chilére, Oroszországra, Mexikóra, a Hawaii-szigetekre, Ausztráliára, Indonéziára, a Fülöp-szigetekre, a Marshall-szigetekre, Pápua Új-Guineára, Naurura, valamint az Északi-Mariana-szigetekre is.
Az orosz Szahalin-szigetről kimenekítettek 11 ezer embert, Hawaiin is elrendelték a part menti területek kiürítését.
A cunami körülbelül 10 órán belül elérte Észak-Amerika partjait is először Oregon államnál, majd később az egész észak-amerikai partvonalon, többek közt Mexikóban és az Amerikai Egyesült Államokban.

## Károk
A katasztrófa következtében több mint tizenkétezren meghaltak, sok a sebesült és több mint tizenötezer ember eltűnt.  Japán fővárosában, Tokióban egy nagyobb tűz keletkezett, füst gomolygott az egyik épületből. A városban és környékén 4 millió háztartásban nincs áram. A cunami autókat, hajókat és raktárépületeket sodort el. Fukusimában összedőlt egy épület.
Kigyulladt a Cosmo Oil Company egyik olajfinomító-üzeme a Csiba prefektúrában található, Tokiótól északra fekvő Icsihara településen Tokió mellett. A földrengés és a cunami által érintett területen található atomerőművek üzemelő reaktorai automatikusan leálltak. A Fukusima I atomerőműben leállt az erőmű hűtőrendszere, az onagavai atomerőmű egyik turbinacsarnokában tűz ütött ki, a japán kormány szükségállapotot hirdetett.
A vasúti hálózat több szakaszon megrongálódott, a szuperexpresszeket leállították. Bezárt a tokiói Narita repülőtér, leállt a tokiói metró és a helyi érdekű vasút.
2011. március 12-én helyi idő szerint 15 óra 36 perckor nagy erejű vegyi robbanás történt a Fukusima Daiicsi (Fukusima I) atomerőmű 1-es reaktorcsarnokában, majd március 14-én hétfőn reggel a 3-asban is.

## A rengés gazdasági következményei
A tokiói tőzsdén estek a részvényárak a rengést követően. A katasztrófa sújtotta Tóhoku régió Japán GDP-jének 8%-át adja, a gyárbezárások, energiaszolgáltatás akadozása hónapokig hatással lehet a japán GDP-re.

## Az internetes médiában
A Google keresőoldalt indított Japan Person-Finder néven, melyen két kategória működött, az egyikbe fel lehetett tölteni azok nevét és az azonosításukra alkalmas információkat, akiket még kerestek; a másikba azok írhattak bejegyzést, akiknek információi voltak eltűnt személyekről.
A Facebook közösségi oldalon is több csoport indult a rengést követően, melyekben arra is felhívták a figyelmet, hogy több hamis adománykérő honlap jött létre röviddel a rengés után.

## Galéria

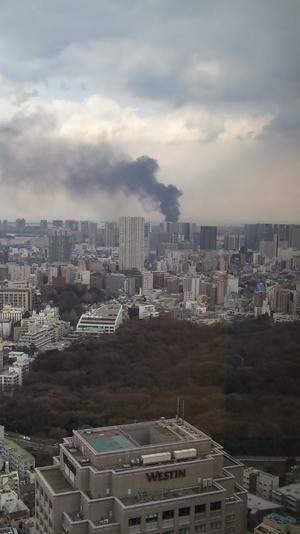
Füstölgő épület Tokióban
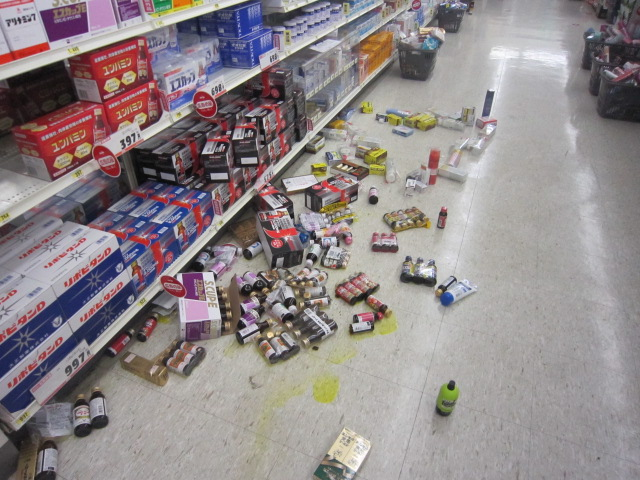
Károk egy üzletben Narasinóban, Csiba prefektúrában
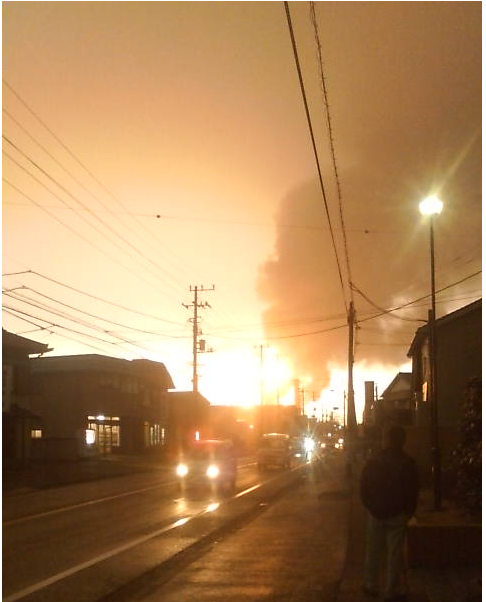
A Cosmo Oil Company kigyulladt olajfinomítója kb. 3 km távolságból
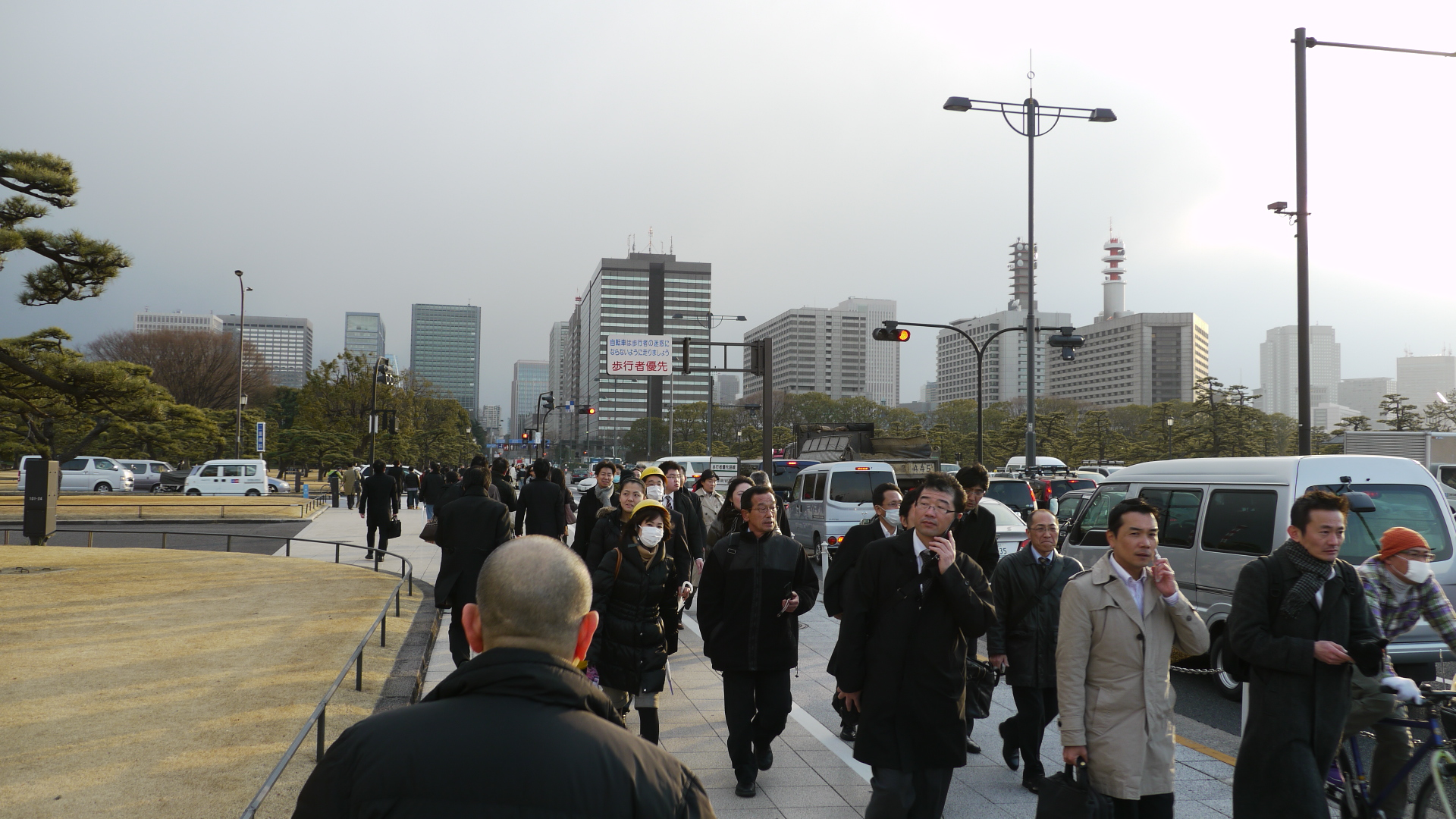
Evakuált emberek tömege gyalogol haza a földrengés után
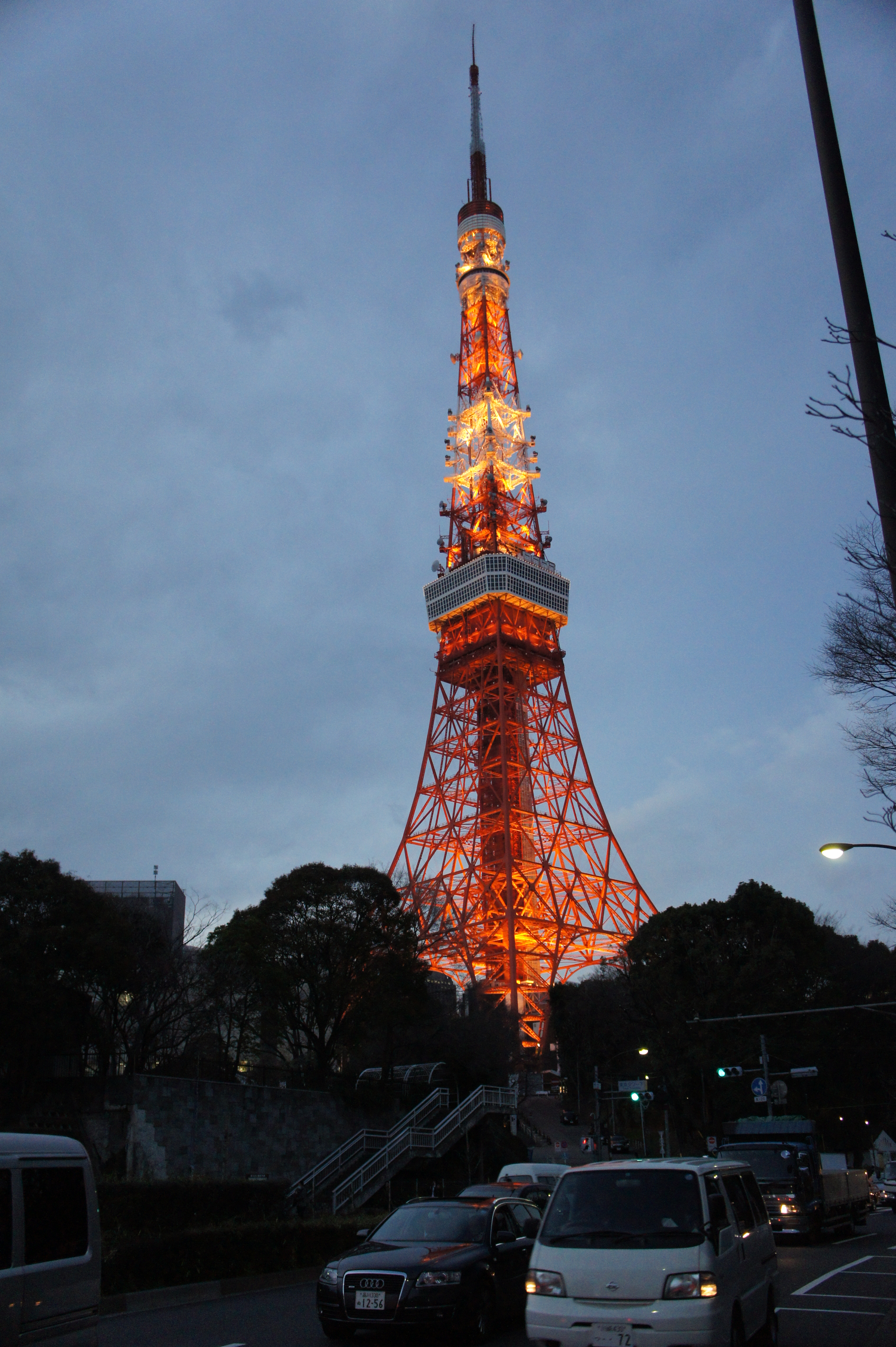
A Tokiói torony közvetlenül a földrengés után
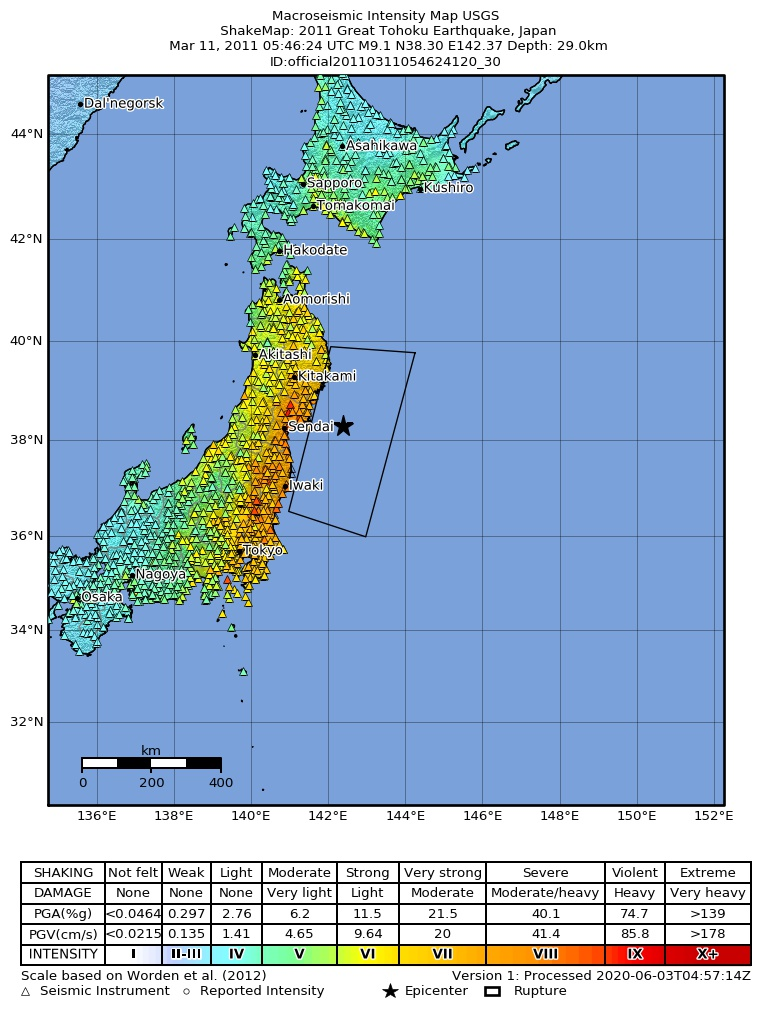
A rengés epicentrumának elhelyezkedését mutató térkép